# Ligne S4 du métro de Nankin
 (décembre 2021).
Si vous disposez d'ouvrages ou d'articles de référence ou si vous connaissez des sites web de qualité traitant du thème abordé ici, merci de compléter l'article en donnant les références utiles à sa vérifiabilité et en les liant à la section « Notes et références ».
La ligne S4 du métro de Nankin (chinois traditionnel : 寧滁城際軌道 ; chinois simplifié : 宁滁城际轨道)  est une ligne du métro de Nankin ouverte en 2023. C'est une ligne est-ouest qui relie le district de Pukou qui est subdivision administrative de la province du Jiangsu avec la ville de Chuzhou en province de la Anhui. De Gare de Nankin-Nord à Gare de Chuzhou, la ligne comporte 10 stations et 46,2 km en longueur.

## Histoire
| Section             | Section         | Date d'ouverture | Longueur km | Stations |
| ------------------- | --------------- | ---------------- | ----------- | -------- |
| Gare de Nankin-Nord | Gare de Chuzhou |                  | 54.7        | 16       |

## Caractéristiques

### Liste des stations
| Services                         | Nom de station      | Nom de station | Nom de station                       | Connexions                       | Positionne à |
| Services                         | Français            | Chinois        | Anglais                              | Connexions                       | Positionne à |
| -------------------------------- | ------------------- | -------------- | ------------------------------------ | -------------------------------- | ------------ |
| Voie mère Nord (en construction) |                     |                |                                      |                                  |              |
| S4-1                             | Gare de Nankin-Nord | 南京北站       | Nanjing North Railway Station        | Ligne3・Ligne4・Ligne15・Ligne18 |              |
| S4-2                             |                     | 北斗產業園     | Beidouchanyeyuan Station             |                                  |              |
| Voie mère Sud (en projet)        |                     |                |                                      |                                  |              |
| S4-3                             |                     | 張家堡         | Zhangjiabao Station                  |                                  |              |
| S4-4                             | Chahezhen           | 汊河           | Chahe Station                        |                                  |              |
| S4-5                             |                     | 黃牌           | Huangpai Station                     |                                  |              |
| S4-6                             | Xiangguan           | 相官           | Xiangguan Station                    |                                  |              |
| S4-7                             |                     | 十二里半       | Shierliban Station                   |                                  |              |
| S4-8                             |                     | 水口           | Shuikou Station                      |                                  |              |
| S4-9                             |                     | 雙城寺         | Shuangchengsi Station                |                                  |              |
| S4-10                            |                     | 大王郢         | Dawangying Station                   |                                  |              |
| S4-11                            |                     | 荇塘           | Xingtang Station                     |                                  |              |
| S4-12                            |                     | 擔子路         | Danzi Station                        |                                  |              |
| S4-13                            |                     | 滁州政務中心   | Chuzhou City Hall Station            |                                  |              |
| S4-14                            |                     | 琅琊山東門     | East Gate of Mountain Langya Station |                                  |              |
| S4-15                            |                     | 花博園         |                                      |                                  |              |
| S4-16                            |                     | 腰舖           | Yaopu Station                        |                                  |              |
| S4-17                            | Gare de Chuzhou     | 滁州站         | Chuzhou Railway Station              |                                  |              |